# West Sister Island
Die West Sister Island ist eine etwa 33 Hektar große und unbewohnte Insel im Westen des Eriesees und gehört zum US-Bundesstaat Ohio. Sie ist etwa 14 Kilometer vom Festland entfernt, die nächstgelegene Stadt ist Toledo in 35 Kilometer Entfernung.
Das West Sister Island National Wildlife Refuge wurde 1937 durch den US-amerikanischen Präsidenten Franklin D. Roosevelt gegründet und ist seitdem gemeinsames Eigentum der United States Coast Guard und des United States Fish and Wildlife Service. Die Insel darf nur zu Forschungszwecken betreten werden und ist nur per Boot erreichbar. West Sister Island ist die einzige Wilderness Area in Ohio.
An der Südwestspitze der Insel befindet sich seit 1821 ein 17 Meter hoher Leuchtturm. Der heutige Leuchtturm in Steinbauweise wurde im Jahr 1868 erbaut, 1937 automatisiert und ist heute immer noch in Betrieb. Das Wärterhaus wurde in den 1940er-Jahren abgerissen, sodass heute nur noch der Turm selbst steht.